# Laksana Tri Handoko
Laksana Tri Handoko (ur. 7 maja 1968 w Malang) – indonezyjski uczony specjalizujący się w fizyce teoretycznej i fizyce cząstek elementarnych.
Dawniej pełnił funkcję wiceszefa ds. nauki i techniki w Indonezyjskim Instytucie Nauk (2014–2018). W 2018 roku zastąpił Bambanga Subiyanto na stanowisku przewodniczącego Instytutu.
Studia licencjackie ukończył na Kumamoto University. Dalsze kształcenie odbył na Hiroshima University. W 1999 roku otrzymał nagrodę Humboldt Fellow.
Jest sekretarzem Stowarzyszenia Absolwentów Fundacji Humboldta w Indonezji.